# Saint-Barthélemy (Mancha)
Saint-Barthélemy é uma comuna francesa na região administrativa da Normandia, no departamento da Mancha. Estende-se por uma área de 6,81 km². Em 2010 a comuna tinha 341 habitantes (densidade: 50,1 hab./km²).